# Мінго (Айова)
Мінго (англ. Mingo) — місто (англ. city) в США, в окрузі Джеспер штату Айова. Населення — 302 особи (2010).

## Географія
Мінго розташоване за координатами 41°45′58″ пн. ш. 93°16′57″ зх. д. / 41.76611° пн. ш. 93.28250° зх. д. (41.766207, -93.282618).  За даними Бюро перепису населення США в 2010 році місто мало площу 1,57 км², уся площа — суходіл.

## Демографія
Згідно з переписом 2010 року, у місті мешкали 302 особи в 120 домогосподарствах у складі 89 родин. Густота населення становила 192 особи/км².  Було 134 помешкання (85/км²).
Расовий склад населення:
| - 97,7 % — білих - 0,7 % — чорних або афроамериканців |

До двох чи більше рас належало 1,7 %. Частка іспаномовних становила 1,0 % від усіх жителів.
За віковим діапазоном населення розподілялося таким чином: 26,8 % — особи молодші 18 років, 56,3 % — особи у віці 18—64 років, 16,9 % — особи у віці 65 років та старші. Медіана віку мешканця становила 36,3 року. На 100 осіб жіночої статі у місті припадало 85,3 чоловіків;  на 100 жінок у віці від 18 років та старших — 87,3 чоловіків також старших 18 років.
Середній дохід на одне домашнє господарство  становив 47 647 доларів США (медіана — 35 313), а середній дохід на одну сім'ю — 63 942 долари (медіана — 55 000). За межею бідності перебувало 7,9 % осіб, у тому числі 4,4 % дітей у віці до 18 років та 11,9 % осіб у віці 65 років та старших.
Цивільне працевлаштоване населення становило 86 осіб. Основні галузі зайнятості: освіта, охорона здоров'я та соціальна допомога — 19,8 %, виробництво — 15,1 %, транспорт — 14,0 %.